# En arrière
En arrière est un recueil de nouvelles de Marcel Aymé, publié en 1950.

## Historique
En arrière est le dernier recueil de nouvelles publié du vivant de Marcel Aymé,  le 16 novembre 1950. Il reprend dix nouvelles parues de 1943 à 1950.

## Composition du recueil
- Oscar et Erick
- Fiançailles
- Rechute
- Avenue Junot
- Les Chiens de notre vie
- Conte du milieu
- Josse
- La Vamp et le Normalien
- Le Mendiant
- En arrière

## Éditions
- 1950 -  En arrière, Librairie Gallimard, Collection blanche, Éditions de la Nouvelle Revue Française
- 2001 - En arrière, in Œuvres romanesques complètes, volume III, Gallimard (Bibliothèque de la Pléiade), Bibliothèque de la Pléiade, Édition publiée sous la direction de Michel Lécureur,  (ISBN 2-07-011473-2)